# Gharghoda
Gharghoda es una ciudad de la India en el distrito de Raigarh, estado de Chhattisgarh.

## Geografía
Se encuentra a una altitud de 290 m s. n. m. a 257 km de la capital estatal, Raipur, en la zona horaria UTC +5:30.

## Demografía
Según estimación 2012 contaba con una población de 9 832 habitantes.